# Mesosemia nora
Mesosemia nora är en fjärilsart som beskrevs av Hans Ferdinand Emil Julius Stichel 1925. Mesosemia nora ingår i släktet Mesosemia och familjen Riodinidae. Inga underarter finns listade i Catalogue of Life.